# استئصال الفقرة
استئصال الفقرة (بالإنجليزية: Vertebrectomy)‏ هو استئصال جراحي لفقرة ما.